# Región Integrada de Desarrollo del DF y Entorno
La Región Integrada de Desarrollo Económico del Distrito Federal y Entorno, es una Región Integrada de Desarrollo Económico (RIDE) que conglomera el Distrito Federal, los veinte municipios del estado de Goiás y tres municipios del estado de Minas Gerais en Brasil, en un intenso proceso de conurbación. 
Creada por la Ley Complementaria Federal N º 94 del 19 de febrero de 1998 y reglamentada por Decreto N º 2.710 del 4 de agosto de 1998, modificado por el Decreto N º 3445 4 de mayo de 2000 y el Decreto N º 4.700 del 20 de mayo de 2003. El 5 de mayo de 2011, se emitió el Decreto N º 7469, que revocó el anterior.
Actualmente comprende 55.434,99 km² y, según los resultados preliminares del censo 2015 de IBGE, tiene 4.291.577 habitantes, siendo la cuarta región más poblada del Brasil – superada solamente por las regiones metropolitanas de  São Paulo, Río de Janeiro y Belo Horizonte. Es también la 13.ª mayor área metropolitana de Latinoamérica.

## Lista de integrantes de la RIDE del Distrito Federal y Entorno
Lista de integrantes que componen la región integrada de desarrollo con la legislación que determinó su anexión a la misma, su superficie,  su población según los datos del censo 2010, su IDH y su PIB (PPA) en Reales:
| Nombre                      | Legislación  | Área (km²) | Población (censo 2015) | IDH (2000) | PIB en Reales (2008) |
| --------------------------- | ------------ | ---------- | ---------------------- | ---------- | -------------------- |
| Abadiânia                   | DEC 2.710/98 | 1 044,159  | 16 449                 | 0,723      | 70 509,245           |
| Água Fria de Goiás          | DEC 2.710/98 | 2 029,406  | 6 319                  | 0,695      | 105 970,305          |
| Águas Lindas de Goiás       | DEC 2.710/98 | 191,198    | 184 891                | 0,717      | 457 264,842          |
| Alexânia                    | DEC 2.710/98 | 847,891    | 31 251                 | 0,696      | 261 998,039          |
| Buritis                     | DEC 2.710/98 | 5 219,469  | 29 644                 | 0,733      | 359 338,067          |
| Cabeceira Grande            | DEC 2.710/98 | 1 025,991  | 7 562                  | 0,730      | 118 201,389          |
| Cabeceiras                  | DEC 2.710/98 | 1 127,601  | 9 319                  | 0,695      | 92 200,989           |
| Cidade Ocidental            | DEC 2.710/98 | 388,162    | 71 904                 | 0,795      | 193 818,422          |
| Cocalzinho de Goiás         | DEC 2.710/98 | 1 787,994  | 20 655                 | 0,704      | 99 533,774           |
| Corumbá de Goiás            | DEC 2.710/98 | 1 062,457  | 11 336                 | 0,716      | 56 525,852           |
| Cristalina                  | DEC 2.710/98 | 6 160,722  | 58 777                 | 0,761      | 766 104,016          |
| Distrito Federal            | DEC 2.710/98 | 5 801,937  | 2 993 155              | 0,874      | 117 571 951,7        |
| Formosa                     | DEC 2.710/98 | 5 806,891  | 116 070                | 0,750      | 655 336,005          |
| Luziânia                    | DEC 2.710/98 | 3 961,536  | 184 189                | 0,756      | 1 805 535,169        |
| Mimoso de Goiás             | DEC 2.710/98 | 1 386,910  | 2 952                  | 0,664      | 24 624,774           |
| Novo Gama                   | DEC 2.710/98 | 191,675    | 105 399                | 0,742      | 315 148,965          |
| Padre Bernardo              | DEC 2.710/98 | 3 137,903  | 33 917                 | 0,705      | 147 805,611          |
| Pirenópolis                 | DEC 2.710/98 | 2 227,793  | 29 287                 | 0,713      | 160 707,573          |
| Planaltina                  | DEC 2.710/98 | 2 539,113  | 85 966                 | 0,723      | 341 634,769          |
| Santo Antônio do Descoberto | DEC 2.710/98 | 938,309    | 68 857                 | 0,709      | 210 678,18           |
| Unaí                        | DEC 2.710/98 | 8 463,579  | 83 581                 | 0,812      | 1 333 944,433        |
| Valparaíso de Goiás         | DEC 2.710/98 | 60,111     | 135 298                | 0,795      | 579 169,369          |
| Vila Boa                    | DEC 2.710/98 | 1 060,170  | 4 531                  | 0,674      | 35 368,345           |
| TOTAL                       |              | 55 434,99  | 4 291 577              | 0.748      | 125 763 369,833      |